# مدیا اف‌ال‌او

رسانه اف‌ال‌او' (انگلیسی: Media FLO) یک فناوری است که توسط کوالکام برای انتقال صدا، فیلم و داده به دستگاه‌های قابل حمل مانند تلفن‌های همراه و تلویزیون‌های خانگی ساخته شده‌است که برای تلویزیون‌های موبایل استفاده می‌شود. در ایالات متحده آمریکا، سرویس ارائه شده توسط این فناوری با نام اف‌ال‌او تی‌وی (انگلیسی: FLO TV) نامگذاری شده بود.
داده‌های پخش شده از طریق رسانه اف ال او شامل پخش مستقیم، پخش صوتی و تصویری در زمان واقعی و همچنین کلیپ‌ها و ویدیوهای صوتی برنامه‌ریزی شده‌است. این فناوری همچنین می‌تواند داده‌های برنامه داده داده پروتکل اینترنت مانند نقل قول‌های بورس، نمرات ورزشی و گزارش‌های هواشناسی را در اختیار داشته باشد. در اکتبر ۲۰۱۰، کوالکام اعلام کرد که فروش جدید خدمات را به مصرف‌کنندگان متوقف می‌کند.